# Ессейский сельсовет
Ессейский сельсовет — административно-территориальная единица, выделявшаяся в составе Илимпийского района Эвенкийского автономного округа Красноярского края.

## История
Информация о времени образования сельсовета разнится. Один и тот же источник указывает:
- «... С 1934 года Эвенкийский национальный округ являлся составной частью Красноярского края и состоял из трёх районов: Илимпийского, Байкитского и Тунгусско-Чунского и 17 сельских советов: Нидымский, Учамский, Тутончанский, Ногинский, Кислоканский, Экондинский, Чириндинский, Ессейский, Ванаварский, Стрелковский, Чемдальский, Муторайский, Байкитский, Куюмбинский, Ошаровский, Полигусовский, Суломайский»;
- «В 1931 году создан исполнительный комитет Ессейского кочевого Совета рабочих, крестьянских и красноармейских депутатов п. Ессей. Коренное население — якуты. Главная задача кочевого Совета — объединение туземных родовых общин, борьба с бедностью, болезнями, ликвидацией неграмотности. Ессейский исполнительный комитет сельского Совета депутатов трудящихся образовался в 1957 году на базе Ессейского кочевого Совета. Председателем в 1957 году избрана Евдокия Христофоровна Чарду, секретарем сельского Совета — А. В. Киктева»[4].

2 января 1992 года сельсовет был упразднён и была образована администрация местного самоуправления посёлка Ессей.
Законом Эвенкийского автономного округа от 07.10.1997 № 63 вместо упразднённого Ессейского сельсовета была утверждена территориальная единица сельское поселение село (с 2002 года посёлок) Ессей.
В 2010 году были приняты Закон об административно-территориальном устройстве и реестр административно-территориальных единиц и территориальных единиц Красноярского края, согласно которым посёлок Ессей непосредственно вошёл в состав Эвенкийского района как административно-территориальной единицы с особым статусом.
Сельсовет выделялся как единица статистического подсчёта до 2002 года.
В ОКАТО сельсовет как объект административно-территориального устройства выделялся до 2011 года.

## Состав
| № | Населённый пункт | Тип населённого пункта          | Население |
| - | ---------------- | ------------------------------- | --------- |
| 1 | Ессей            | посёлок, административный центр | ↗734      |